# Auxarthron umbrinum
Auxarthron umbrinum är en svampart som först beskrevs av Jean Louis Emile Boudier, och fick sitt nu gällande namn av G.F. Orr & Plunkett 1963. Auxarthron umbrinum ingår i släktet Auxarthron och familjen Onygenaceae.   Inga underarter finns listade i Catalogue of Life.